# HD 12661 c

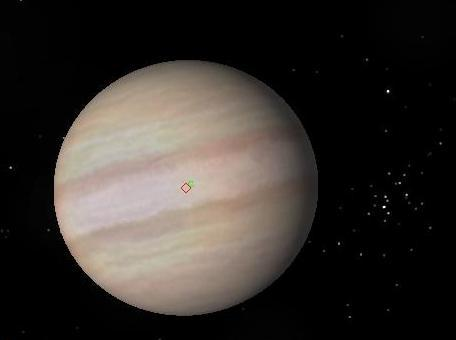

HD 12661 c는 어머니 항성 HD 12661 주변을 돌고 있는 외계 행성이다. 이 행성은 매우 이심률이 큰 궤도를 돌고 있는데, 모항성의 생명체 거주가능 영역 바깥 경계선 일대를 지나가고 있다.

## 참고 문헌
- (영어) Fischer;  외. (2003). “A Planetary Companion to HD 40979 and Additional Planets Orbiting HD 12661 and HD 38529”. 《The Astrophysical Journal》 586 (2): 1394–1408. doi:10.1086/367889.
- (영어) Butler;  외. (2006). “Catalog of Nearby Exoplanets”. 《The Astrophysical Journal》 646 (1): 505–522. doi:10.1086/504701. 2019년 12월 7일에 원본 문서에서 보존된 문서. 2009년 6월 21일에 확인함.
- (영어) www.extrasolar.net/